# Jerzy Makles
Jerzy Marek Makles (ur. 7 kwietnia 1932, zm. 4 lutego 2005) – trener lekkoatletyki i działacz sportowy.

## Życiorys
Inicjator Crossów Ostrzeszowskich, w latach 1976–1979 Prezes Wojewódzkiej Federacji Sportu w Kaliszu, 1982–1985 – szef szkolenia młodzieży w Polskim Związku Lekkiej Atletyki. Pionier "Królowej Sportu" w Zjednoczonych Emiratach Arabskich, gdzie przebywał w okresie 1986–1995.
Po powrocie do kraju, osiadł w rodzinnym Ostrzeszowie, gdzie w latach 1998–2002 pełnił funkcję radnego.
Zmarł podczas obozu sportowego.